# 福渡町
福渡町（ふくわたりちょう）は、岡山県久米郡にあった町。
町制時点では、現在の岡山市北区建部地域の中央部に位置する建部町福渡、建部町川口、建部町下神目、建部町豊楽寺に当たり、廃止時点では、鶴田村の範囲も含む。

## 沿革
- 1889年6月1日 - 町村制施行に伴い、久米南条郡川口村、下神目村、福渡村、豊楽寺村が合併し、福渡村となる。大字福渡に役場を置く。
- 1900年4月1日 - 久米南条郡が久米北条郡と合併し、久米郡となる。
- 1922年11月23日 - 福渡村が町制、福渡町となる。
- 1955年2月1日 - 久米郡鶴田村と合併、新たに福渡町となる。
- 1967年1月15日 - 御津郡建部町と合併、改めて建部町となる。

## 地名の読み方
- 川口（かわぐち）
- 下神目（しもこうめ）
- 福渡（ふくわたり）
- 豊楽寺（ぶらくじ）
- 建部町川口（たけべちょうかわぐち）
- 建部町下神目（たけべちょうしもこうめ）
- 建部町福渡（たけべちょうふくわたり）
- 建部町豊楽寺（たけべちょうぶらくじ）

旧鶴田村
- 三明寺（さんみょうじ）
- 角石畝（ついしうね）
- 角石谷（ついしたに）
- 鶴田（たづた）
- 和田南（わだみなみ）
- 建部町三明寺（たけべちょうさんみょうじ）
- 建部町角石畝（たけべちょうついしうね）
- 建部町角石谷（たけべちょうついしたに）
- 建部町鶴田（たけべちょうたづた）
- 建部町和田南（たけべちょうわだみなみ）

## 郵便番号（現在）
- 709-3111 岡山市北区建部町福渡
- 709-3112 岡山市北区建部町川口
- 709-3114 岡山市北区建部町豊楽寺
- 709-3141 岡山市北区建部町下神目
- 709-3101 岡山市北区建部町鶴田

旧鶴田村
- 709-3102 岡山市北区建部町和田南
- 709-3103 岡山市北区建部町角石畝
- 709-3104 岡山市北区建部町角石谷
- 709-3105 岡山市北区建部町三明寺

## 人物
出身者
- 竹内久勝 - 古武道竹内流を隆盛させた[2]。現在の建部町角石谷出身。
- 菅寿雄 - 実業家、第94代内閣総理大臣菅直人の父。現在の建部町下神目出身。
- 江田三郎 - 政治家。現在の建部町福渡出身。

ゆかりの人物
- 石坂桑亀 - 医者で、シーボルトの門人。現在の建部町福渡で開業していた。墓は現在の建部町建部上にある[3]。
- 竹内久盛 - 戦国時代の武将、兵法家。古武道竹内流の開祖。現在の建部町和田南で門人を指導。
- 菅直人 - 政治家、衆議院議員、第94代内閣総理大臣。建部町下神目が本籍地。
- 菅源太郎 - 市民運動家、菅直人の子。当地が含まれる岡山1区から衆議院選挙に立候補。
- 江田五月 - 政治家、江田三郎の子。

## 教育
- 岡山市立福渡小学校（旧・建部町立福渡小学校）

廃校
- 岡山県立福渡高等学校（現・岡山県立岡山御津高等学校）
- 建部町立福渡中学校（現・岡山市立建部中学校）

## 交通

### 鉄道

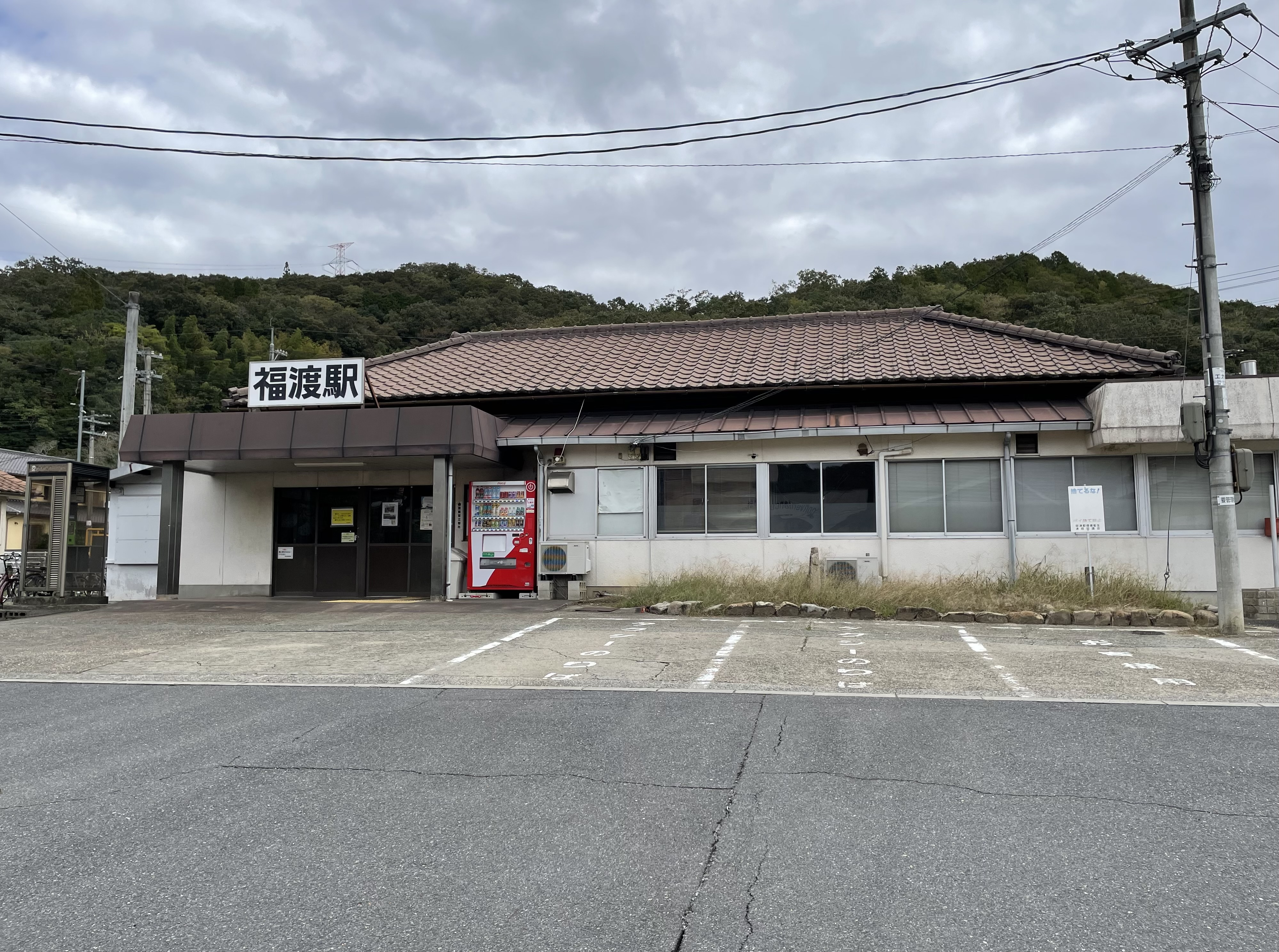
福渡駅

- JR津山線 ： 福渡駅

### 道路
一般国道
- 国道53号

県道
- 岡山県道30号落合建部線
- 岡山県道70号久米建部線
- 岡山県道423号福渡停車場線
- 岡山県道451号和田北鶴田線
- 岡山県道456号下籾三明寺線

## 河川・山岳

### 河川
- 旭川
- 誕生寺川

### 山岳
- 高倉山
- 高城山
- 城山

## 名所・旧跡・観光スポット・祭事・催事

### 寺院・神社

#### 寺院

豊楽寺

- 豊楽寺
- 妙福寺
- 妙泉寺
- 定林寺
- 真浄寺

#### 神社

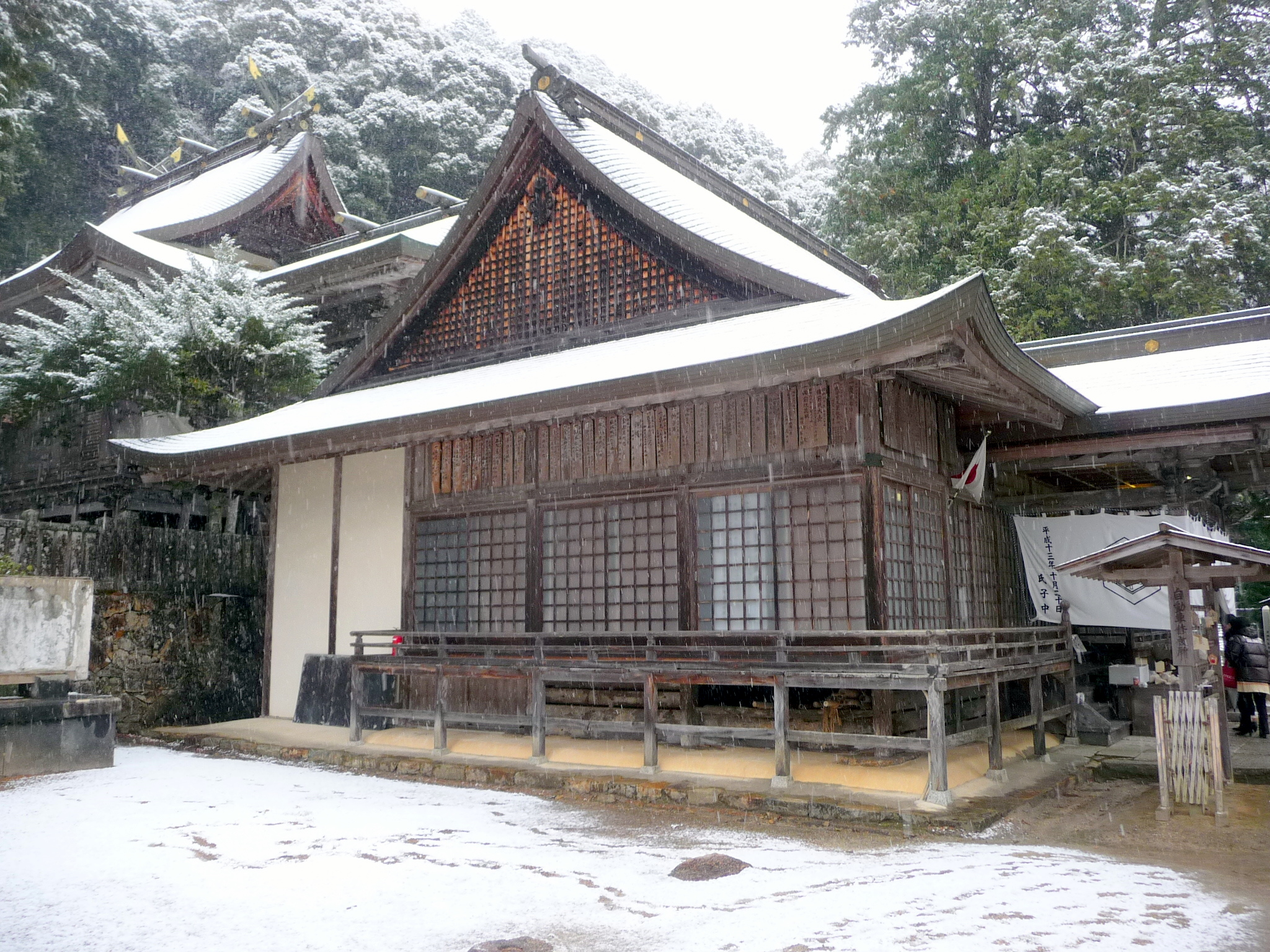
志呂神社の拝殿（手前）と本殿（奥）

- 志呂神社
- 高井神社
- 菅原神社
- 八幡神社
- 土佐神社
- 日高神社
- 和田神社

### その他の名所・旧跡・観光スポット
- 旭川ダム
- 古武道竹内流発祥の地
- UAゼンセン中央教育センター「友愛の丘」[4]（合宿研修施設、1976年開業）

### 祭事・催事
- 建部町納涼花火大会（毎年8月）
- 志呂神社御供・秋季例祭（毎年10月下旬）

## その他
建部町との合併では郡・町名は建部町の側を採用し、役場は福渡町（福渡）に置いた。
2007年1月22日に建部町が岡山市に合併したことにより、初めて岡山市に美作国の範囲（鶴田村を含めた福渡町域（現・岡山市北区建部町の一部））が含まれ、岡山市は備前・備中・美作の三国を含む自治体となった。